# Nova Escòcia
Nova Escòcia (anglès: Nova Scotia, francès: Nouvelle-Écosse, gaèlic escocès: Alba Nuadh, Mi'kmaq: Gespogwitg) és una província marítima del Canadà. La capital és la ciutat de Halifax. La major part de la terra ferma d'aquesta província està formada per una península de costa accidentada envoltada per l'oceà Atlàntic. També formen part d'aquesta província l'illa del Cap Bretó, una illa gran situada al nord-est de la península de Nova Escòcia, i l'illa de Sable, petita però famosa pel gran nombre de naufragis que s'hi han produït. Nova Escòcia és la segona província més petita del Canadà (després de l'Illa del Príncep Eduard). En aquesta província no hi ha cap punt a més de 56 km de la costa.